# Lagarinhos
Lagarinhos é uma localidade portuguesa do município de Gouveia, na província da Beira Alta, região do Centro e sub-região da Serra da Estrela, com 10,8 km² de área e 440 habitantes (2020). Densidade: 41 hab/km². 
Foi sede de uma freguesia extinta em 2013, no âmbito de uma reforma administrativa nacional, para, em conjunto com Rio Torto, formar uma nova freguesia denominada União das Freguesias de Rio Torto e Lagarinhos com a sede em Rio Torto.

## População
| Totais | Totais | Totais | Totais | Totais | Totais | Totais | Totais | Totais | Totais | Totais | Totais | Totais | Totais | Totais | Totais |
| ------ | ------ | ------ | ------ | ------ | ------ | ------ | ------ | ------ | ------ | ------ | ------ | ------ | ------ | ------ | ------ |
| Censo  | 1864   | 1878   | 1890   | 1900   | 1911   | 1920   | 1930   | 1940   | 1950   | 1960   | 1970   | 1981   | 1991   | 2001   | 2011   |
| Habit  | 763    | 736    | 844    | 847    | 947    | 907    | 834    | 992    | 963    | 727    | 666    | 674    | 643    | 503    | 443    |
| Varº   |        | -4%    | +15%   | +0%    | +12%   | -4%    | -8%    | +19%   | -3%    | -25%   | -8%    | +1%    | -5%    | -22%   | -12%   |

|     | 0-14 anos | 15-24 anos | 25-64 anos | 65 e + anos |
| Hab | 79 \| 52  | 50 \| 48   | 240 \| 218 | 134 \| 125  |
| Var | -34%      | -4%        | -9%        | -7%         |

## Património
- Igreja de Santa Eufémia;
- Capela da Senhora da Alagoa;
- Quinta da Vista Alegre;
- Capela de Nossa Senhora dos Remédios (Novelães);
- Vinha Grande - sepultura escavada na rocha da Alta Idade Média (Passarela)[3];
- Capela de Santo Amaro (Passarela);
- Casa da Passarela (final do século XIX) e o complexo agrícola adjacente (adega e centro interpretativo).